# Cedar River (Lake Washington)
Der Cedar River (englisch für „Zedern-Fluss“) ist ein Fluss im US-Bundesstaat Washington.

## Verlauf
Der Fluss entspringt in der Kaskadenkette und fließt zunächst nach Südwesten durch den natürlichen und im Jahr 1900 als Wasserreservoir eingefassten Chester Morse Lake und dann durch einen kleineren See namens Masonry Pool. Danach fließt er westwärts bis Maple Valley, bevor er seinen Lauf nordwestwärts in zahlreichen Mäandern ändert. Nach 72 km mündet er bei Renton in das südliche Ende des Lake Washington.